# Abdelwahab Zenir
Abdelwahab Zenir est un footballeur international algérien, né le 15 octobre 1951 à Alger. Il évoluait au poste de défenseur.
Il compte 10 sélections en équipe nationale entre 1971 et 1974.

## Biographie
Abdelwahab Zenir passe l'intégralité de sa carrière au MC Alger. Avec cette équipe, il remporte notamment cinq championnats d'Algérie, deux Coupes d'Algérie et une Coupe des clubs champions africains.
International algérien, il dispute deux matchs face à la Guinée comptant pour les tours préliminaires de la coupe du monde 1974.
Au total, il reçoit 10 sélections en équipe d'Algérie entre 1971 et 1974, sans inscrire de but,.
| Date      | Lieu    | Compétition | Pays    | Score | Pays          | Marqué |
| 19-2-1971 | Alger   | Amical      | Algérie | 3 - 3 | Ferencvaros   |        |
| 14-3-1971 | Mali    | Q.J.O 1972  | Mali    | 1 - 0 | Algérie       |        |
| 11-4-1971 | Alger   | Q.J.O 1972  | Algérie | 2 - 2 | Mali          |        |
| 2-3-1972  | Alger   | Q.C.M 1974  | Algérie | 1 - 0 | Guinée        |        |
| 12-3-1972 | Guinée  | Q.C.M 1974  | Guinée  | 5 - 1 | Algérie       |        |
| 4-10-1972 | Alger   | Amical      | Algérie | 1 - 0 | Turquie       |        |
| 8-1-1973  | Nigeria | J.A 1973    | Algérie | 4 - 2 | Tanzanie      |        |
| 10-1-1973 | Nigeria | J.A 1973    | Nigeria | 2 - 2 | Algérie       |        |
| 12-1-1973 | Nigeria | J.A 1973    | Ghana   | 2 - 0 | Algérie       |        |
| 14-2-1973 | Turquie | Amical      | Turquie | 4 - 0 | Algérie       |        |
| 28-2-1974 | Alger   | Alger1974   | Algérie | 1 - 3 | R.D.Allemagne |        |
| 19-3-1975 | Suède   | Amical      | Suède   | 4 - 0 | Algérie       |        |
| 1-6-1975  | Tunisie | Q.J.O 1976  | Tunisie | 2 - 1 | Algérie       |        |

|            | Total   | Officiels | Amicaux | CM | CAN | Qualifs. | Club | Periode     |
| Sélections | 12 (13) | 8         | 4       | 0  | 0   | 2        | 1    | 1971 - 1975 |

## Palmarès
MC Alger
- Championnat d'Algérie  (5) :
  - Champion : 1972, 1975, 1976, 1978 et 1979
  - Vice Champion: 1970

- Coupe d'Algérie  (4) :
  - Vainqueur : 1971, 1973, 1976, 1983

- Ligue des champions de la CAF (1) :
  - Vainqueur : 1976

- Coupe du Maghreb des vainqueurs de coupe  (2) :
  - Vainqueur : 1972, 1974

- Coupe du Maghreb des clubs champions :
  - Finaliste : 1976
- Supercoupe d'Algérie :
  - Finaliste : 1973